# The Brave Little Abacus
The Brave Little Abacus — американський емо рок-гурт заснований 2007 року в Сандауні, Нью-Гемпшир. До гурту входили вокаліст, гітарист і ударник Адам Демірджян, бас-гітарист Ендрю Райан та клавішник Зак Келлі-Онетт, але у 2011 році до них приєднався Нік Моррон як ударник.

## Історія
The Brave Little Abacus випустили дебютний демо-запис у 2008 році під назвою Demo?. Того ж року вони випустили спліт з іншим музикантом з Нью-Гемпшира, Меттом Аспінволлом. У серпні 2009 року гурт самостійно випустив свій перший альбом під назвою Masked Dancers: Concern In So Many Things You Forget Where You Are (часто скорочене до Masked Dancers). У травні 2010 року колектив самостійно випустив свій другий і фінальний студійний альбом під назвою Just Got Back From the Discomfort—We're Alright. Альбом був зазначений під номером 27 у списку «30 найкращих альбомів відродження емо» журналу Spin. Остання випущена робота The Brave Little Abacus, міні-альбом під назвою Okumay, був виданий лейблом Quote Unquote Records у 2012 році, в якому міститься кавер на пісню «Introducing Morrissey» від The Ergs. Вони зіграли свій останній концерт у Vic Geary Center у Пластау, штат Нью-Гемпшир, 28 січня 2012 року. Демірджян і Моррон наразі є учасниками бостонського павер-поп-гурту Me in Capris, а Келлі-Онетт займається сольною кар’єрою, як виконавець класичної музики. В останні роки чимало видань і музикантів називали The Brave Little Abacus недооціненим гуртом.

## Учасники гурту
Остаточний склад
- Адам Демірджян — вокал, гітара (2007–2012), ударні, перкусія (2007–2011)
- Зак Келлі-Онетт — клавішні (2007–2012)
- Ендрю Райан — бас-гітара (2007–2012)
- Нік Морроне — ударні, перкусія (2011–2012)

## Дискографія
Студійні альбоми
- Masked Dancers: Concern in So Many Things You Forget Where You Are (2009)
- Just Got Back From the Discomfort—We're Alright (2010)[6]

Міні-альбоми
- Okumay (2012)

Спліти
- Matt Aspinwall/The Brave Little Abacus (2008)

Демо-альбоми
- Demo? (2008)